# Hendricks (Minnesota)
Hendricks è una città degli Stati Uniti d'America, situata in Minnesota, nella contea di Lincoln.